# Ceremony (chanson)
Pour les articles homonymes, voir Ceremony.
 (juillet 2017).
Si vous disposez d'ouvrages ou d'articles de référence ou si vous connaissez des sites web de qualité traitant du thème abordé ici, merci de compléter l'article en donnant les références utiles à sa vérifiabilité et en les liant à la section « Notes et références ».
Singles de New Order
Procession
Ceremony est une chanson écrite par Joy Division. Après le suicide de Ian Curtis, le chanteur du groupe, les trois membres restants de Joy Division se reforment sous le nom de New Order et ils sortent Ceremony comme leur premier single. C'est la dernière chanson écrite par le groupe Joy Division.
Deux enregistrements live de Joy Division ont été édités sur les compilations Still et Heart and Soul. New Order a édité la chanson comme single deux fois, d'abord en mars 1981 et puis dans un autre enregistrement avec le nouveau membre guitariste Gillian Gilbert en septembre 1981.
C'est Bernard Sumner qui interprète la chanson en l'absence de Ian Curtis. La pochette du single est signée du graphiste Peter Saville.
La face B du single, In a Lonely Place, est également un titre écrit par Joy Division peu de temps avant le décès de Curtis. Une version démo de Joy Division fut enregistrée en avril 1980 et fut intégrée dans le coffret Heart and Soul, dans le troisième disque consacré aux titres rares, sous le titre In a Lonely Place (Detail) et d'une durée de près de deux minutes trente.

## Titres

### UK 7" - FAC 33
1. Ceremony – 4:34
2. In a Lonely Place – 4:35

### UK 12" - FAC 33
1. Ceremony – 4:34
2. In a Lonely Place – 6:12

### UK 12" - FAC 33 (Second pressage)
1. Ceremony – 4:22
2. In a Lonely Place – 6:12

### UK 12" - FAC 33 (2011 Record Store Day pressing)
1. Ceremony – 4:34
2. In a Lonely Place – 6:12
3. Ceremony – 4:14 Joy Division version (from the 1997 'Heart & Soul' box set)
4. In a Lonely Place – 5:30 Joy Division version (previously unreleased)

## Charts
| Classement (1981)                  | Meilleure place |
| ---------------------------------- | --------------- |
| New Zealand RIANZ Singles Chart    | 7               |
| UK Singles Chart                   | 34              |
| UK Indie Singles                   | 1               |
| U.S. Billboard Hot Dance Club Play | 61              |

## Reprises
Cette chanson fut notamment reprise par le groupe Radiohead et dans le film Marie Antoinette de Sofia Coppola en 2006.